# Берестки (Лозівський район)
Берестки́ — село в Україні, у Лозівському районі Харківської області. Населення становить 22 осіб. Входить до складу Олексіївської сільської громади.

## Географія
Село Берестки знаходиться на лівому березі річки Кисіль, вище за течією на відстані 1 км розташоване село Сумці, нижче за течією на відстані 1 км розташоване село Михайлівка.

## Історія
- 1770 — дата заснування.